# Jerry McCain
Pour les articles homonymes, voir McCain.
Jerry McCain est un chanteur et harmoniciste de blues américain, né à Gadsden, Alabama, le 19 juin 1930 et mort dans cette même ville le 28 mars 2012.

## Biographie
Jerry McCain découvre le blues à travers Little Walter, qu'il rencontre lors d'un concert à Gadsden en 1953 et choisit, comme son modèle, l'harmonica. La même année Lillian McMurry, l'enregistre pour son label Trumpet Records. En 1955, il continue sa carrière discographique sur Excello.
Dans les années 1960, il enregistre des albums pour Jewel, un label qui accueille nombre de bluesmen, à une époque où le blues a perdu de sa popularité.Né près de Gadsden, Alabama, États-Unis, il était l'un des cinq enfants d'une famille pauvre. Beaucoup de ses frères et sœurs sont également impliqués dans la musique, notamment son frère, Walter, qui a joué de la batterie sur certains enregistrements antérieurs. [1] McCain a ramassé l'harmonica des musiciens itinérants "Chick" et "Shorty" qui ont joué aux bars locaux (et aux coins des rues) quand il était jeune.
McCain a été fan de la musique de Little Walter et a rencontré l'artiste quand, en 1953, il s'est rendu à Gadsden pour un spectacle. [1] Les débuts d'enregistrement de McCain sont venus par Trumpet Records la même année sous le nom de "Boogie McCain", avec son frère Walter à la batterie. Les deux pistes étaient "Est du Soleil" et "Vin-O-Vin". Après avoir recruté Christopher Collins, qui serait avec lui pendant la plus grande partie de sa carrière, il a continué avec le label Excello. Au cours de ses années avec Excello (1955-57), il a développé son style d'harmonique amplifié et ses paroles de blues inhabituelles. La période Excello Label a vu la publication de chansons notoires telles que "The Jig's Up" et "My Next Door Neighbor". Son dernier enregistrement pour Rex Records "She's Tough" / "Steady" a été une source d'inspiration pour The Fabulous Thunderbirds, et Kim Wilson a dupliqué le travail de harpe de McCain sur leur version. [1]
McCain a également sorti des albums et des albums pour Columbia, sous leur étiquette d'Okeh Records (1962) et pour le label Jewel Shreveport (1965-1968). [1] La collection complète de ses disques d'étiquettes Jewel est disponible sur un album de compilation et, ces dernières années, plusieurs de ses premiers enregistrements ont été diffusés sur des CD rétrospectifs et compilés, y compris l'album Verose Vintage, Good Stuff. Son partenaire le plus long, Ichiban Records, a également publié plusieurs rétrospectives dans les années 1990, y compris ICH1516-2: Jerry McCain.
En 1989, après une période passée à jouer et à faire des tournées avec des groupes moins connus, McCain a signé avec Ichiban Records et a sorti les albums: Blues and Stuff, Struttin 'My Stuff et Love Desperado. Pendant son temps avec Ichiban, McCain a également publié un disque sur le label Jericho, The Stuff Just Kills Me, qui a présenté Jimmie Vaughan et Johnnie Johnson. [1] Sa version de 1977, The Stuff Just Kills Me, finalement, apparaissait sur le label Music Maker.
En 2002, Ichiban a sorti un album appelé American Roots: Blues avec McCain. [1] Le travail abrégé de McCain a été présenté à la piste 8 du Rhino Records Blues Masters Volume Four: Harmonica Classics, avec un enregistrement presque perdu de "Steady". L'inclusion de McCain dans la série Blues Master, était aux côtés de Little Walter, Jimmy Reed, Junior Wells, Howlin 'Wolf, Snooky Pryor et George "Harmonica" Smith.
La Ville de Gadsden a honoré McCain en incluant sa propre journée lors de son événement annuel Riverfest [4], un événement musical de quatre jours. L'ajout de The Jerry McCain Broad Street Blues Bash a complété le divertissement et a permis à de nombreux citoyens locaux de faire l'expérience de McCain. Un CD commémoratif, avec une partie de la musique de McCain, a été compilé pour la vente au 1997 Riverfest Event. En 1996, McCain a été sélectionné par les Orchestres Jeunes d'Etowah comme le musicien le plus connu de Gadsden. L'EYO a chargé le compositeur Julius Williams d'écrire un travail pour l'harmonica et l'orchestre solo, interprété par McCain et l'Orchestre symphonique jeunesse d'Etowah, dans le cadre de la célébration de Sesquicentennal de la Ville de Gadsden. "Concerto for Blues Harmonica and Orchestra" a été créé en novembre 1996, lors du concert formel Fall EYO à Wallace Hall, sur le campus de Gadsden State Community College. McCain a joué la partie harmonique solo avec l'EYSO, sous la direction de Michael R. Gagliardo. Le «Concerto» a par la suite été interprété à Alice Tully Hall, au Lincoln Center for the Performing Arts à New York, en juin 1997, avec McCain, l'EYSO et Julius Williams.

## Discographie
JERRY MCCAIN : ALBUMS
- 1978 Living Legend (LP)
- 1979 Blues on the move (LP)
- 1980 Black Blues is back (LP)
- 1986 Bad blues is my business (LP)
- 1989 Blues'N'Stuff (LP/CD)
- 1991/1998 Kid Thomas & Jerry McCain : Rockin' Harmonica Blues Man (LP/CD)
- 1991 Love Desperado (LP/CD)
- 1992 Struttin' My Stuff (CD)
- 1993 I've Got The Blues all over me (CD)
- 1997 Broad street Blues Bash (CD)
- 1998 Retrospectives (CD)
- 2000 This Stuff just kills me (CD, Music Maker) avec Johnnie Johnson et John Primer
- 2001 Unplugged (CD, Music Maker)
- 2002 American Roots : Blues (CD)
- 2004 « Boogie » Is My Name (CD, Music Maker)